# 탄도 타베테
탄도 타베테(Thando Thabethe, 1990년 6월 18일 ~ )는 남아프리카 공화국의 배우, 라디오 DJ, 텔레비전 사회자이다.